# 水落穂南
水落 穂南（みずおち ほなみ、1993年2月5日 - ）は、日本の女性重量挙げ選手。

## 人物

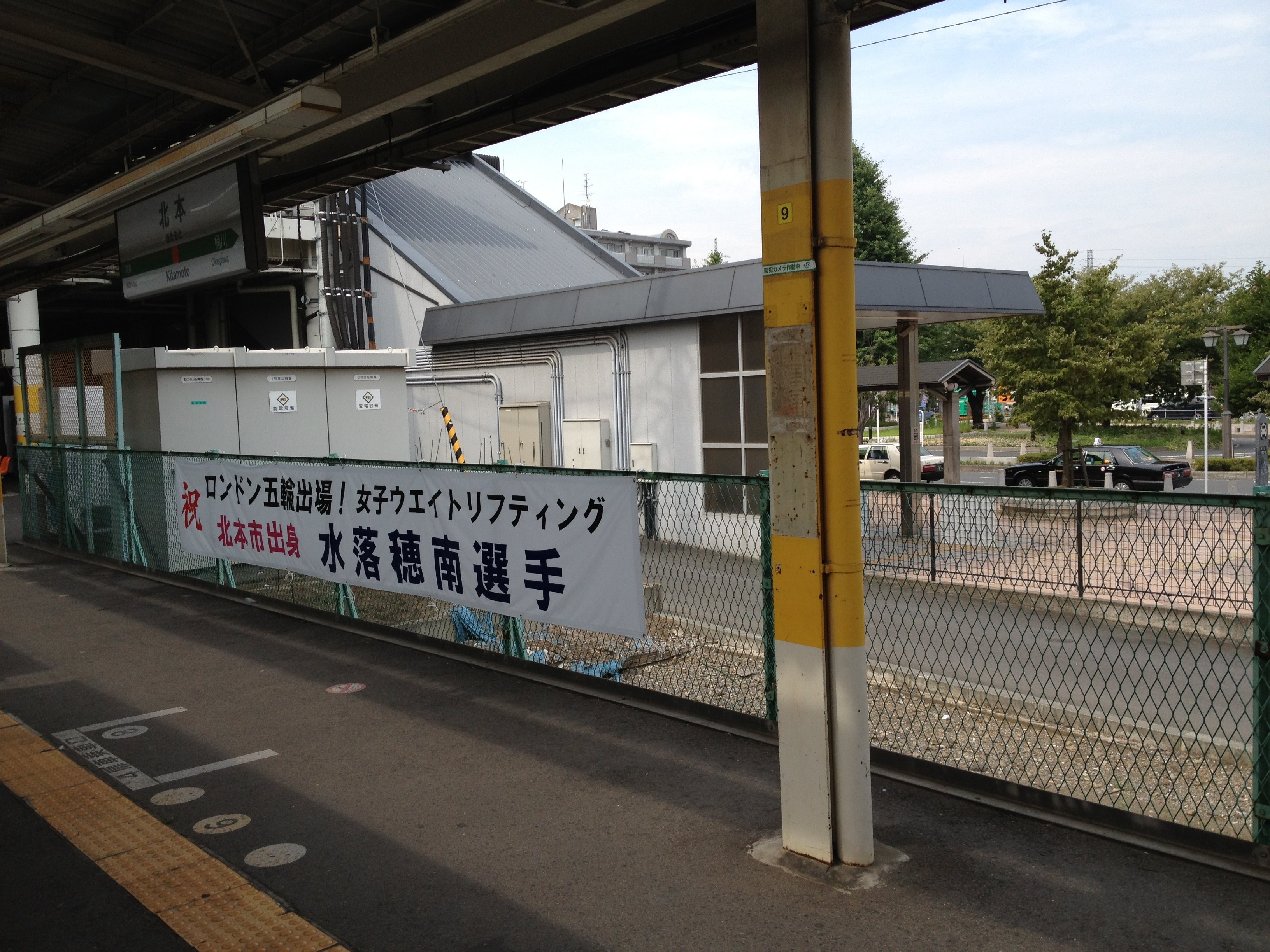
北本駅に掲げられたロンドン五輪出場を祝う横断幕

埼玉県北本市出身。身長148cm。血液型O型。埼玉栄高等学校に入学後、重量挙げを始める。2008年、全国高等学校女子ウエイトリフティング競技選手権大会で48kg級優勝。同年にタイ王国のチェンマイで開催された第1回世界ユースウエイトリフティング選手権大会でも高校新記録を更新してトータル4位で入賞。翌年の女子高校選手権でも優勝を果たす。2010年には全日本ジュニアウエイトリフティング選手権大会に出場し、ジュニア新記録を更新、同年の世界ジュニア選手権でも優勝し、自身が打ち立てた高校新記録を更新する。
2011年、平成国際大学に進学。在学中の2012年に全日本選手権大会に優勝、同年のロンドンオリンピック日本選手団に選ばれ、女子48kg級で出場し、大会では6位入賞を果たした。
2015年4月、いちごグループホールディングスに入社、同社ウエイトリフティング部に所属。ロンドン五輪48kg級で銅メダルを獲得した高校の先輩でもある三宅宏実コーチ兼選手の指導を受ける。2015年、全日本選手権大会で優勝した。
同じウエイトリフティング部に所属する安藤美希子は高校時代からの同期である。
現役を引退して熊谷市役所で一般事務職をしている。

## 主な競技歴
- 2008年 全国高等学校女子ウエイトリフティング競技選手権大会48kg級 優勝
- 2008年 第1回世界ユースウエイトリフティング選手権大会48kg級 4位
- 2009年 全国高等学校女子ウエイトリフティング競技選手権大会48kg級 優勝
- 2010年 東アジアウエイトリフティングジュニア選手権48kg級 4位
- 2010年 全日本ジュニアウエイトリフティング選手権大会48kg級 優勝
- 2010年 全国高等学校ウエイトリフティング競技選抜大会48kg級 優勝
- 2010年 世界ウエイトリフティングジュニア選手権48kg級 3位
- 2012年 全日本ジュニアウエイトリフティング選手権大会48kg級 優勝
- 2012年 ロンドン五輪大会女子48kg級 6位
- 2013年 ウエイトリフティング世界選手権女子48kg級 7位
- 2013年 ユニバーシアード重量挙げ女子48kg級 5位
- 2015年 全日本ウエイトリフティング選手権大会女子48kg級 優勝

## 脚註
1. ↑  athleteLondon2012.com 2016年7月31日閲覧
2. ↑  選手いちごウェイトレフティング部 2016年7月31日閲覧
3. 1 2 3  水落穂南コトバンク 2016年7月31日閲覧
4. ↑  大会結果埼玉栄高等学校ウェイトレフティング部 2016年7月31日閲覧
5. ↑  公式記録員室（公社）日本ウエイトリフティング協会記録速報 2016年7月31日閲覧
6. ↑  19歳の八木、水落ら追加　重量挙げロンドン五輪代表日本経済新聞 2012/5/12
7. ↑  ウエイトリフティング部 水落選手、ロンドンオリンピックで6位入賞！平成国際大学 2012年7月31日
8. ↑  “Honami Mizuochi”.   BBC Sport. 2012年9月8日閲覧。
9. ↑  いちごウエイトリフティング部新人選手入社内定 に関するお知らせ（水落穂南選手、安藤美希子選手）いちごウエイトリフティング部 2014.10.14
10. ↑  コーチ兼任「三宅」、“美しすぎる”は変わらぬ「八木」、重量挙げ女子「リオ」目指し再スタート産経新聞 2015年5月4日